# Vert-le-Grand
Vert-le-Grand és un municipi francès, situat al departament de l'Essonne i a la regió d'Illa de França. L'any 2007 tenia 2.356 habitants.
Forma part del cantó de Ris-Orangis, del districte d'Évry i de la Comunitat de comunes de la Val d'Essonne.

## Demografia

### Població
El 2007 la població de fet de Vert-le-Grand era de 2.356 persones. Hi havia 808 famílies, de les quals 197 eren unipersonals (95 homes vivint sols i 102 dones vivint soles), 197 parelles sense fills, 351 parelles amb fills i 63 famílies monoparentals amb fills.
La població ha evolucionat segons el següent gràfic:
Habitants censats

### Habitatges
El 2007 hi havia 876 habitatges, 819 eren l'habitatge principal de la família, 10 eren segones residències i 47 estaven desocupats. 638 eren cases i 237 eren apartaments. Dels 819 habitatges principals, 611 estaven ocupats pels seus propietaris, 189 estaven llogats i ocupats pels llogaters i 19 estaven cedits a títol gratuït; 34 tenien una cambra, 93 en tenien dues, 109 en tenien tres, 148 en tenien quatre i 435 en tenien cinc o més. 707 habitatges disposaven pel capbaix d'una plaça de pàrquing. A 334 habitatges hi havia un automòbil i a 452 n'hi havia dos o més.

### Piràmide de població
La piràmide de població per edats i sexe el 2009 era:
| Homes | Edats   | Dones |
| ----- | ------- | ----- |
| 0     | 95 o +  | 4     |
| 0     | 90 a 94 | 8     |
| 4     | 85 a 89 | 8     |
| 0     | 80 a 84 | 4     |
| 24    | 75 a 79 | 28    |
| 20    | 70 a 74 | 32    |
| 20    | 65 a 69 | 36    |
| 32    | 60 a 64 | 28    |
| 80    | 55 a 59 | 48    |
| 40    | 50 a 54 | 36    |
| 68    | 45 a 49 | 56    |
| 72    | 40 a 44 | 44    |
| 100   | 35 a 39 | 96    |
| 80    | 30 a 34 | 116   |
| 96    | 25 a 29 | 80    |
| 32    | 20 a 24 | 44    |
| 52    | 15 a 19 | 52    |
| 56    | 10 a 14 | 64    |
| 92    | 5 a 9   | 76    |
| 92    | 0 a 4   | 92    |

## Economia
El 2007 la població en edat de treballar era de 1.636 persones, 1.306 eren actives i 330 eren inactives. De les 1.306 persones actives 1.252 estaven ocupades (737 homes i 515 dones) i 55 estaven aturades (25 homes i 30 dones). De les 330 persones inactives 114 estaven jubilades, 134 estaven estudiant i 82 estaven classificades com a «altres inactius».

### Ingressos
El 2009 a Vert-le-Grand hi havia 825 unitats fiscals que integraven 2.179,5 persones, la mediana anual d'ingressos fiscals per persona era de 24.767 €.

### Activitats econòmiques
Dels 181 establiments que hi havia el 2007, 8 eren d'empreses extractives, 3 d'empreses alimentàries, 3 d'empreses de fabricació de material elèctric, 5 d'empreses de fabricació d'altres productes industrials, 22 d'empreses de construcció, 51 d'empreses de comerç i reparació d'automòbils, 4 d'empreses de transport, 7 d'empreses d'hostatgeria i restauració, 8 d'empreses d'informació i comunicació, 6 d'empreses financeres, 8 d'empreses immobiliàries, 39 d'empreses de serveis, 10 d'entitats de l'administració pública i 7 d'empreses classificades com a «altres activitats de serveis».
Dels 33 establiments de servei als particulars que hi havia el 2009, 1 era una oficina de correu, 1 una oficina bancària, 2 tallers de reparació d'automòbils i de material agrícola, 1 establiment de lloguer de cotxes, 4 paletes, 2 guixaires pintors, 2 fusteries, 6 lampisteries, 4 electricistes, 1 empresa de construcció, 2 perruqueries, 1 agència de treball temporal, 2 restaurants, 3 agències immobiliàries i 1 saló de bellesa.
Dels 5 establiments comercials que hi havia el 2009, 1 era una botiga de més de 120 m², 3 fleques i 1 una joieria.
L'any 2000 a Vert-le-Grand hi havia 20 explotacions agrícoles que ocupaven un total de 1.050 hectàrees.

## Equipaments sanitaris i escolars
L'únic equipament sanitari que hi havia el 2009 era una farmàcia.
El 2009 hi havia 1 escola maternal i 1 escola elemental.

## Poblacions més properes
El següent diagrama mostra les poblacions més properes.